# Tomàs Planes
Tomàs Planes (València, 1707 - 1790 o 1798) fon un gravador i argenter valencià, considerat un dels millors i amb més influència sobre l'art religiós i de les estampes d'eixe període.
Va signar sempre com a Ts Planes Sculp i bona part de la seua obra ha romàs documentada en la Biblioteca Nacional d'Espanya i per mitjà del cronista i erudit també valencià Marc Antoni Orellana i Mojolí. Endemés, va deixar una nissaga d'artistes seguida pel seu fill Lluís Antoni Planes i pel seu net Lluís Planes i Domingo. Hui té un espai dedicat al nomenclàtor del barri d'Aiora de València: la plaça del gravador Planes.

## Obres destacades
Planes esdevé especialment conegut perquè va ser qui va persuadir el rei Felip V d'Espanya per tal que tots els breviaris i missals es feren al Regne d'Espanya i no pas a Antuèrpia (Països Baixos austríacs, actual Bèlgica), com havia passat fins a aquell moment. Li va presentar els seus gravats i li va fer canviar de parer, que en eixe moment era el de seguir la recomanació dels monjos d'El Escorial (Madrid) i externalitzar els llibres litúrgics als Països Baixos.
Alguns dels temes valencians més destacats que Planes va gravar van ser la portada de la crònica «Fiestas centenarias, con que la insigne, noble, leal, y coronada ciudad de Valencia celebrò en el dia 9 de Octubre de 1738. La quinta centuria de su christiana conquista» (traduïble al valencià com 'Festes centenàries amb què la insigne, noble, lleial i coronada ciutat de València celebrà el dia 9 d'octubre de 1738 la cinquena centúria de la seua cristiana conquesta'), obra de l'escriptor Josep Vicent Ortí i Mayor en 1740, «Siglo V de Valencia» ('Segle V de València') o la versió barroca de la Mare de Déu de la Sapiència que va crear en 1733 sobre un altre dibuix d'Evarist Muñoz i Estarlich. Eixe gravat, descrit com a «estampa de gran format, refinada factura i ampul·losa escenografia» fon inclòs en l'obra «Constituciones de la Insigne Universidad Literaria de la ciudad de Valencia» ('Constitucions de la insigne universitat literària de la Ciutat de València').
També gravà un mapa de València i retrats religiosos de dones venerables com Agnés de Montcada, Lluïsa Saragossà de Carlet i Jerònima Dolz.

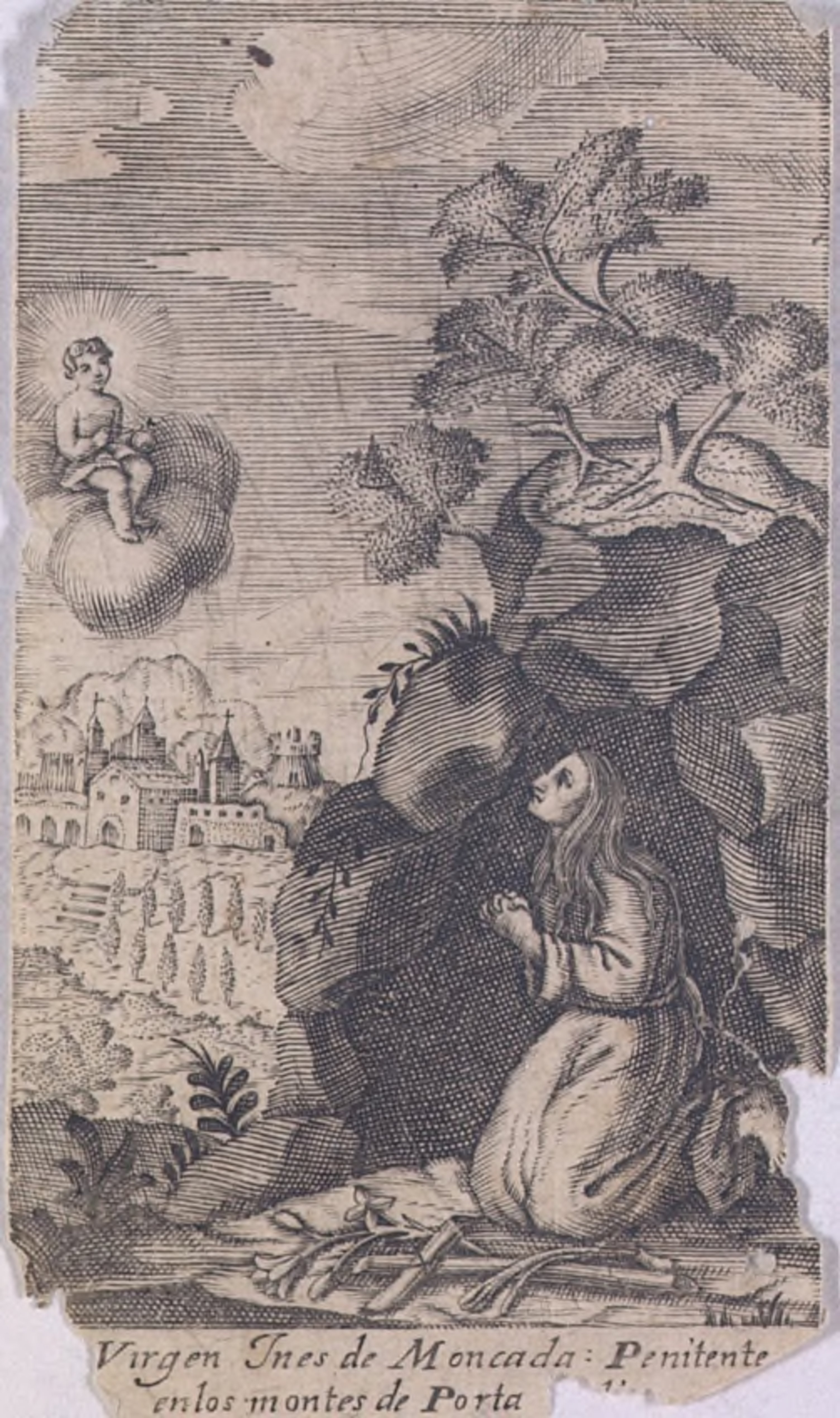
Gravat de la santa Agnés de Montcada
Gravat del cinquè centenari de la constitució de la Universitat de València
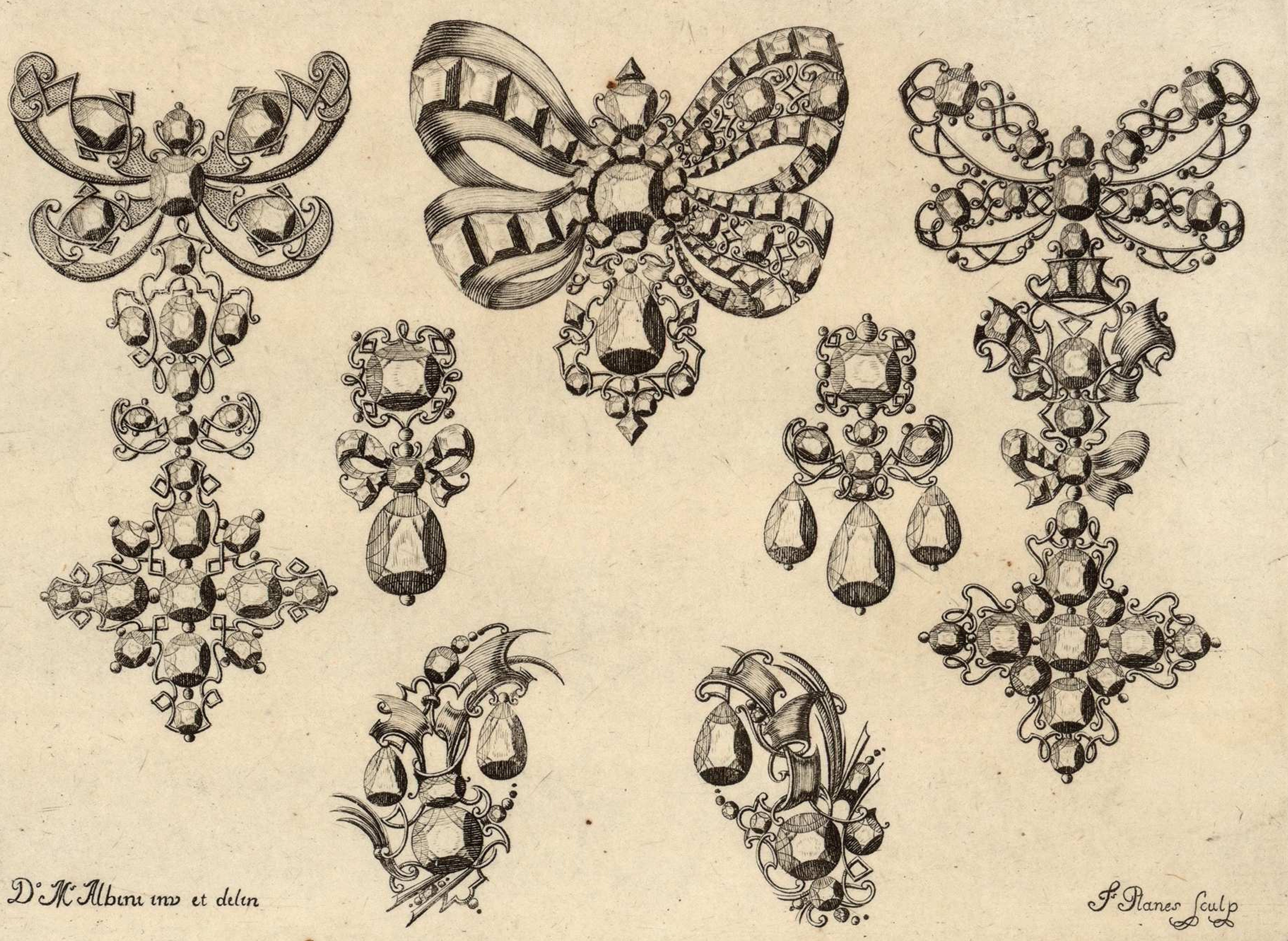
Dissenys de joies